# Согра (Верхньотоємський район)
Согра (рос. Согра) — присілок в Верхньотоємському районі Архангельської області Російської Федерації.
Населення становить 523 особи. Входить до складу муніципального утворення Верхньотоємський муніципальний округ.

## Історія
До 1 червня 2021 року входило до складу муніципального утворення Горковське муніципальне утворення.

## Населення
| 2002 | 2010 |
| ---- | ---- |
| 611  | ↘523 |